# Bischofshof (Worms)

Bischofshof vor der Zerstörung 1689

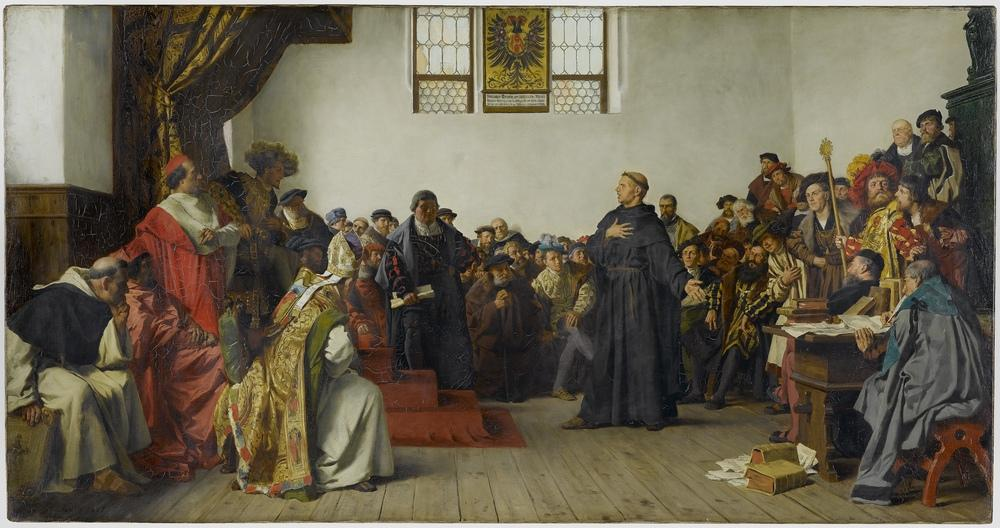
Luther auf dem Reichstag zu Worms, 1877

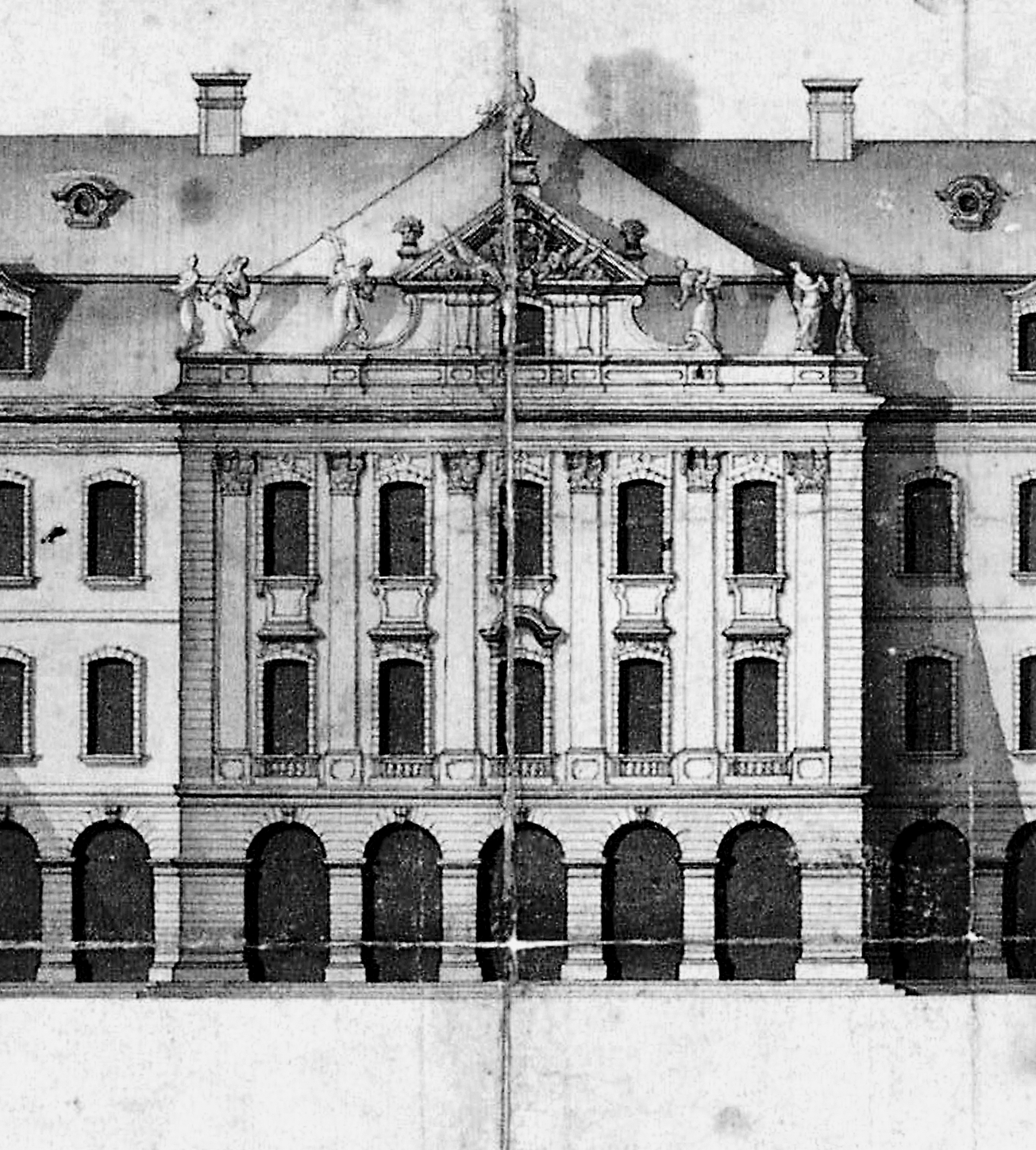
Mittelrisalit des Bischofshofs im 18. Jahrhundert

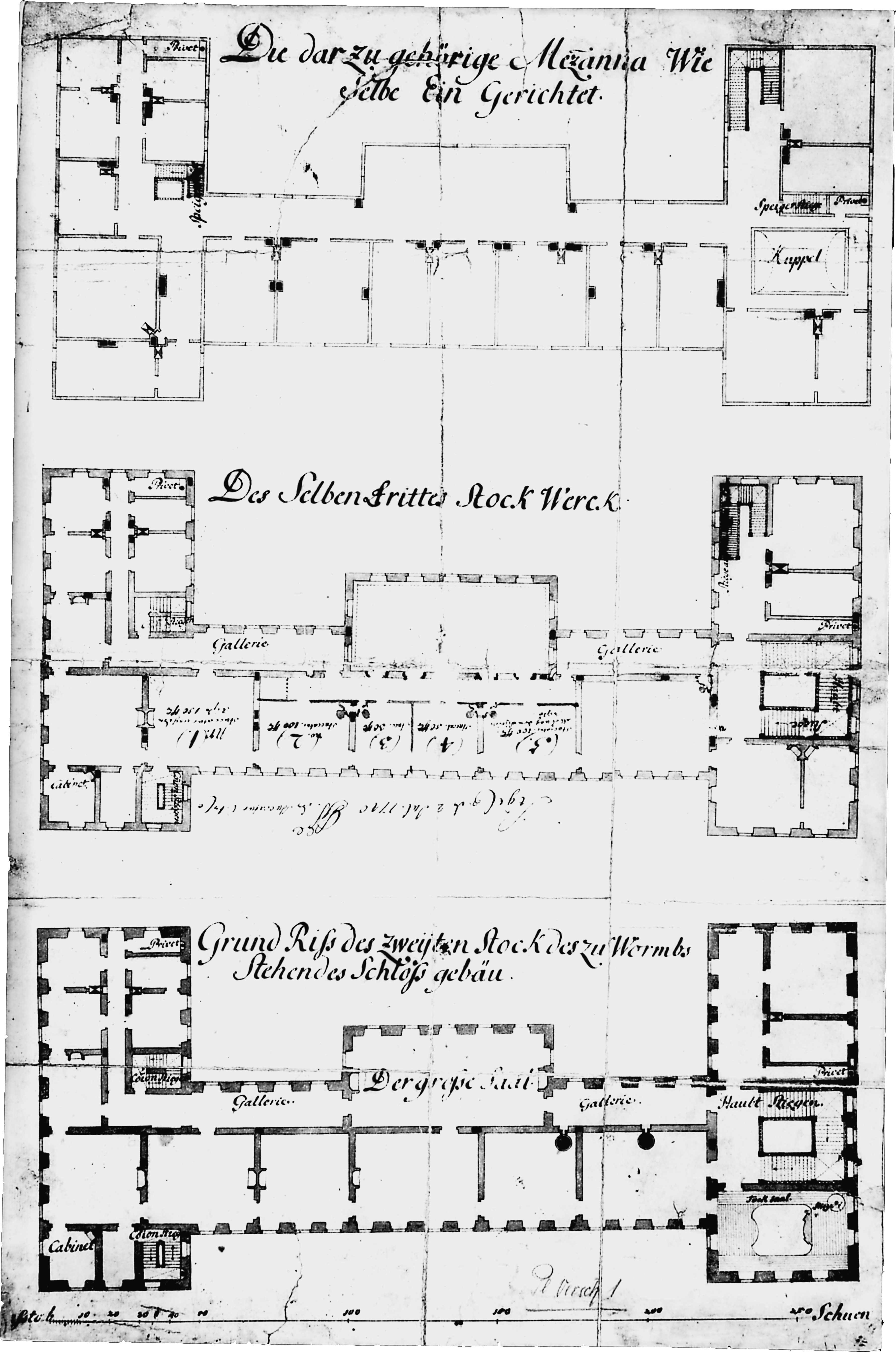
Grundriss des barocken Bischofshofs

Der Bischofshof in Worms war die Residenz der Bischöfe von Worms in der Stadt.

## Geschichte

### Mittelalter
Die mittelalterliche Königspfalz in Worms lag unmittelbar nördlich des Doms und wurde ab dem Spätmittelalter von den Bischöfen als Stadtresidenz genutzt. Sie lag innerhalb der Domimmunität. Die Anlage bestand aus einer Reihe von Gebäuden, die nacheinander entstanden waren, besaß einen eigenen Zugang zum Dom in dessen Nordschiff sowie im Norden des Areals eine eigene Kirche, St. Stephan. Der Saalbau des Bischofshofs war – vielleicht für den Reichstag 1521 – renoviert worden. Die mittelalterliche Anlage wurde im Zuge des Pfälzischen Erbfolgekriegs 1689 zerstört.

### Barocke Anlagen
Um 1719 begannen unter Bischof Franz Ludwig von Pfalz-Neuburg die Planungen für einen Neubau. Der Bauplatz wurde auf dem Gelände weitest möglich nach Westen, bis an die mittelalterliche, innere Stadtmauer gerückt. Der dadurch gewonnene Vorplatz war aber immer noch sehr begrenzt und bot selbst für eine repräsentative Auffahrt kaum Platz. Der Rohbau war 1725 fertig gestellt und 1732 war der neue Bischofshof – zumindest in Teilen – nutzbar. Diese Anlage wurde allerdings bereits 1735 im Zuge des Polnischen Erbfolgekriegs erneut durch französische Truppen schwer beschädigt. In Worms war inzwischen Franz Georg von Schönborn Bischof geworden. Dessen Bruder, Johann Philipp Franz von Schönborn, Bischof von Würzburg, hatte mit Balthasar Neumann einen versierten Architekten unter Vertrag, den sich Franz Georg nun auslieh. Ab 1738 kümmerte Neumann sich immer wieder um den erneuten Aufbau des Bischofshofes, der 1744 abgeschlossen war. Beteiligt an dem Wiederaufbau war auch Jacob Michael Küchel.
Das so entstandene Schloss war ein breit gestrecktes, dreistöckiges Gebäude in H-Form. Es war gleichzeitig Residenzschloss wie auch Verwaltungsgebäude. An der Vorderseite nach Osten wurde die Front durch einen fünfachsigen Mittelrisalit akzentuiert. Das Gebäude trug ein mächtiges Mansarddach. Ein sich über den ersten und zweiten Stock des Mittelrisaliten und die Hälfte der Gebäudetiefe erstreckender großer Saal bildete den Mittelpunkt der Anlage. Die Kapelle des Bischofs nahm die Südwestecke ein und erstreckte sich, vom Erdgeschoss ausgehend, ebenfalls über zwei Stockwerke. Das Treppenhaus war im Westen des Gebäudes untergebracht. Repräsentations- und Wohnräume des Bischofs befanden sich im ersten Stock nach Westen zu über die gesamte Breite des Gebäudes. Ab 1740 gab es Ideen zur Erweiterung der Anlage. Vorliegende Pläne werden Balthasar Neumann zugeschrieben. Sie wurden aber nicht umgesetzt.

### Nachnutzung

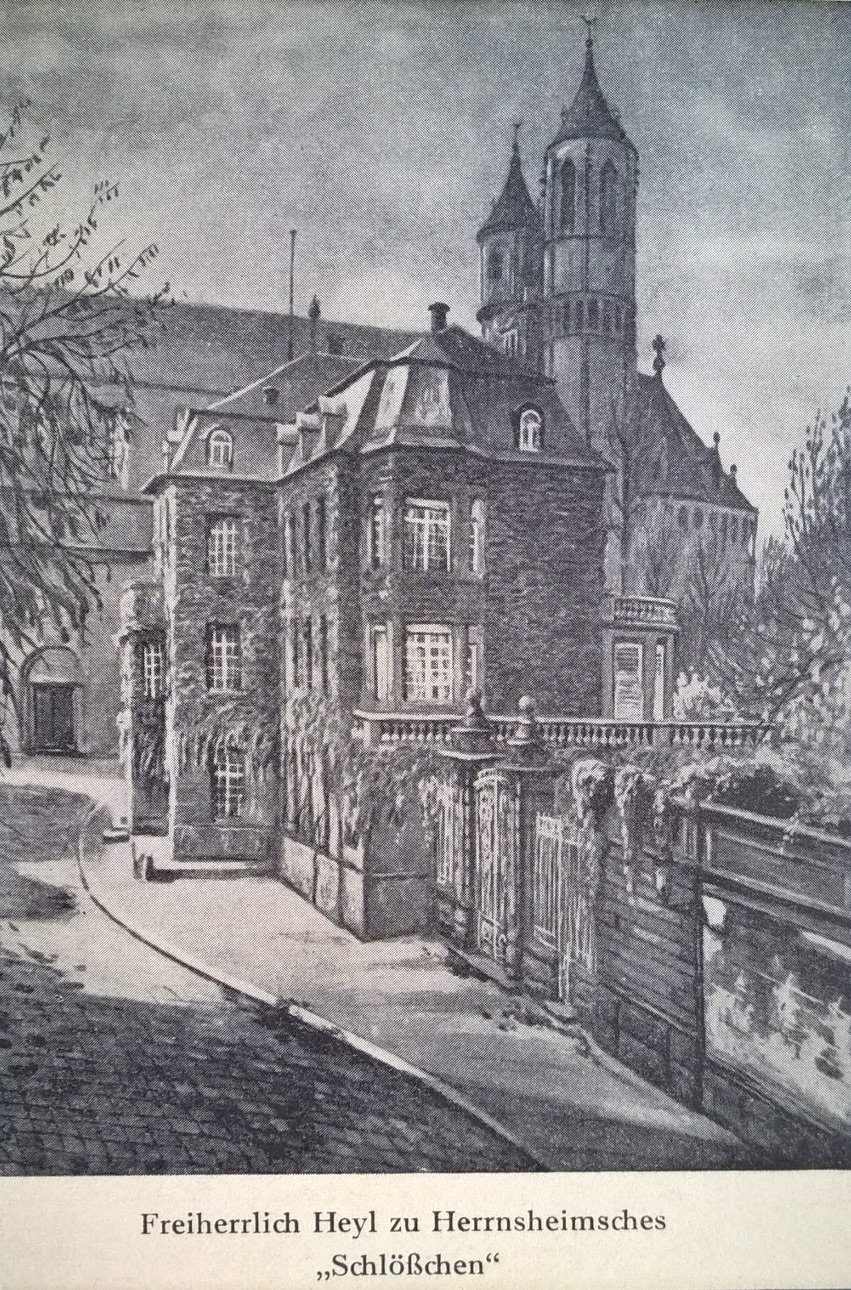
Historische Ansicht des Heyl-Schlösschens

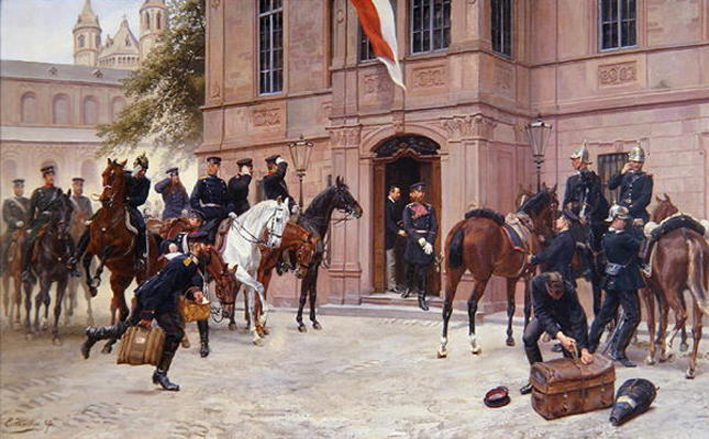
Cornelius Heyl zusammen mit Kronprinz Ludwig von Hessen-Darmstadt vor dem Heyl-Schlösschen 1882 (Gemälde von Emil Hünten)

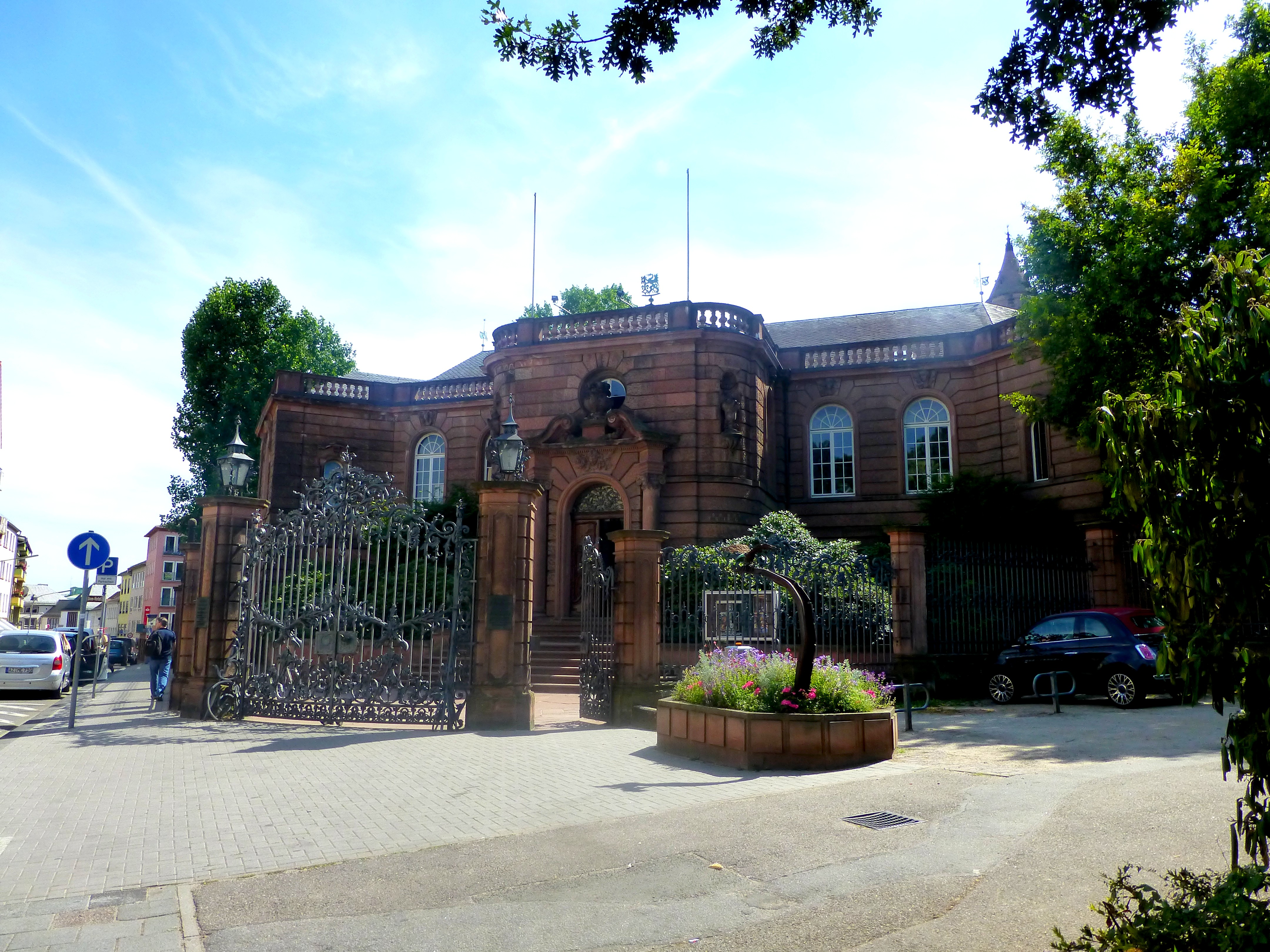
Heylshof

Am 20. Januar 1794 brannten französische Revolutionstruppen das Schloss ab. Der 1801 erfolgte Untergang des Bistums Worms machte einen Wiederaufbau überflüssig. 1805 ersteigerte Cornelius Heyl das Gelände, verkaufte aber Teile davon weiter. Die zentrale Fläche mit der Ruine des Bischofshofes behielt er und verkaufte das Abbruchmaterial. Anschließend wurde auch diese Fläche als Garten genutzt. Nach 1851 kaufte er die nördlich seines Grundstücks gelegene Fläche zurück, auf der mittlerweile ein Wohnhaus errichtet worden war. 1867 wurde es anlässlich der Heirat von Cornelius Wilhelm von Heyl zu Herrnsheim mit der Kölner Bankiers-Tochter Sophie Stein modernisiert und zu einem vornehmen Stadtpalais ausgebaut und fortan als „Heyl-Schlösschen“ bezeichnet. Im Zweiten Weltkrieg schwer beschädigt, wurde es in nur noch sehr reduzierten Formen wieder aufgebaut.
In den 1860er Jahren warf das Komitee zur Errichtung eines Lutherdenkmals begehrliche Blicke auf das Grundstück, da es sich als authentischer Ort des Ereignisses von 1521 geradezu als Standort anbot. Die Familie Heyl weigerte sich jedoch, ihren Besitz zu verkaufen.

Ab 1881 errichtete Heyl – seine Kinderschar war inzwischen auf fünf angewachsen – einen großen Neubau am Nordrand der Fläche. Auch dieses Gebäude wurde im Zweiten Weltkrieg schwer beschädigt und nur noch in reduzierten Formen wieder aufgebaut.

### Bauliche Reste
Ein Kellergewölbe des Bischofshofs ist unter dem Heylsgarten erhalten. Es hat die Ausmaße von 43 × 7,67 Metern und eine Gewölbehöhe von 4,66 Metern. Heute liegt es unter einer mehrere Meter hohen Schuttschicht. Schäden aus dem Zweiten Weltkrieg wurden danach mit Zement geflickt.

## Ereignisse
Der Bischofshof war 1521 der Ort, an dem Martin Luther vor Karl V. gestanden hat. An dieser Stelle – heute Teil des Heyl’schen Gartens – steht ein Denkmal, „Die Großen Schuhe Luthers“ und eine moderne Info-Säule, die an das Ereignis erinnern.
1791 diente der Bischofshof dem Fürsten Ludwig V. von Condé vorübergehend als Aufenthalt in seinem Exil.